# Tympanopalpus dorsalis
Tympanopalpus dorsalis là một loài bọ cánh cứng trong họ Cerambycidae.